# Småvar
Småvar, Zeugopterus norvegicus är en fisk i familjen piggvarar som är Europas minsta plattfisk. Den kallas även småvarv. Placeras av vissa i den monotypiska släkten Phrynorhombus.

## Utseende
Småvaren är som nämnts ovan Europas minsta plattfisk med en största längd på 12 cm. Vänstersidan, som är ögonsida, har vanligtvis brunaktig grundfärg med mörkare såväl som brandgula och skära fläckar. Kroppen är oval och ganska slank. Blindsidan är vit. Båda sidorna har tydliga, sträva fjäll.

## Vanor
Arten är en bottenfisk som föredrar klippbotten  och går ner till närmare 200 meters djup. Födan består av maskar, kräftdjur och småfisk.

### Fortplantning
Småvaren leker under vår till sommar då honan lägger små, knappt en mm stora ägg som kläcks efter ungefär en vecka. Både ägg och yngel är pelagiska, de senare tills de har nått en längd av 12 till 15 mm.

## Utbredning
Utbredningsområdet omfattar östra Atlanten från Murmanskkusten och Island över Färöarna, Brittiska öarna och längs norska kusten till Biscayabukten. Småvaren går in i Skagerack och Kattegatt.